# Auguste II
Auguste le Fort
Pour les articles homonymes, voir Auguste II (homonymie), Auguste (homonymie) et Frédéric-Auguste de Saxe.
Frédéric-Auguste Ier de Saxe, dit « Auguste le Fort » (en allemand : August der Starke ; en polonais : August II Mocny), né le 12 mai 1670 à Dresde et mort le 1er février 1733 à Varsovie, est un prince de la maison de Wettin, fils de l'électeur Jean-Georges III de Saxe et d'Anne-Sophie de Danemark. Il succède comme prince-électeur de Saxe en 1694 ; élu roi de Pologne et grand-duc de Lituanie, sous le nom d’Auguste II, il règne sur les deux pays en union personnelle de 1697 à 1706 et à nouveau de 1709 jusqu'à sa mort. 
L'un des plus brillants souverains de l'absolutisme, Auguste joue un rôle de premier plan dans le développement de Dresde comme ville de résidence, la « Florence sur l’Elbe  » connue pour ses collections d’art et pour son architecture baroque. Sous son règne, l'électorat de Saxe connaît son apogée économique et culturel. D'un autre côté, l'implication infortunée de ses terres dans la grande guerre du Nord aboutit à la perte temporaire de la couronne polonaise ; afin de lui permettre de remonter sur le trône, il se convertit à la foi catholique. Ses rêves d'une grande puissance polono-saxonne allaient bientôt se heurter aux autres conflits armés, puis à l'influence croissante de l'Empire russe dans la région.

## Biographie

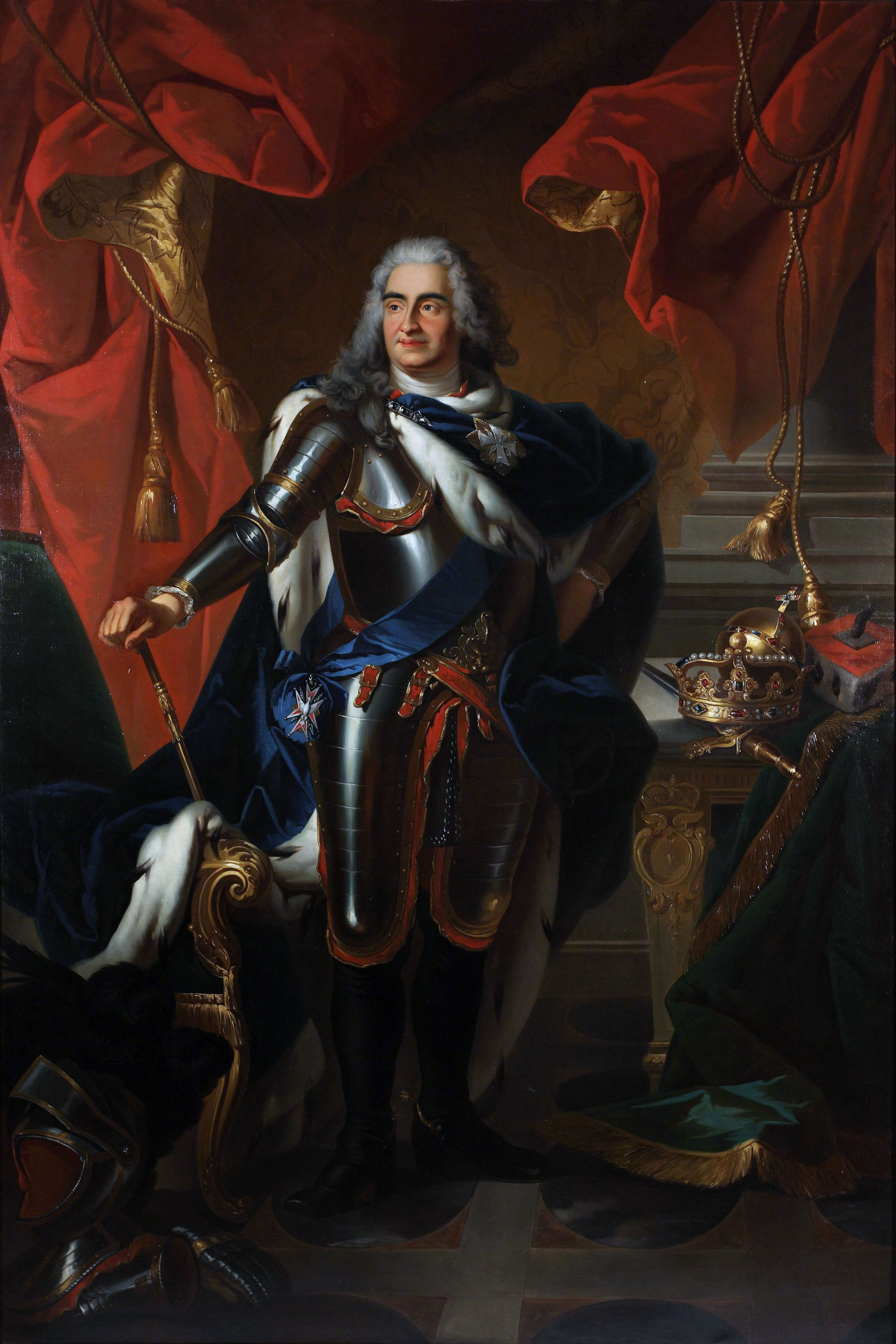
Portrait d'Auguste II par Louis de Silvestre.

Frédéric-Auguste de Saxe, né à Dresde, est le deuxième fils de l'électeur Jean-Georges III et de la princesse Anne-Sophie de Danemark. En 1694, à la mort de son frère aîné Jean-Georges IV, il devient prince-électeur de Saxe, comte palatin de Saxe et margrave de Misnie.
En 1696, à la mort du roi de Pologne Jean III Sobieski, Frédéric-Auguste se convertit au catholicisme et se porte candidat au trône de Pologne. En 1697, avec le soutien du tsar Pierre Ier, il est élu roi de Pologne contre le candidat du roi de France Louis XIV, le prince de Conti.
Allié de la Russie, il est chassé par les armées du roi de Suède Charles XII en 1704, mais rétabli par le tsar après la bataille de Poltava (1709). Il se maintient sur le trône jusqu'à sa mort, le 1er février 1733. Le cœur du roi repose à Dresde et son corps à Cracovie.
Sous son règne, les loges maçonniques sont interdites[réf. nécessaire].
Protecteur des arts, grand mécène, il fait de sa capitale Dresde la « Florence sur l'Elbe ». Il s'intéresse également aux sciences et possède, outre son musée personnel le Grünes Gewölbe, un cabinet de curiosités, contenant notamment une collection de 351 échantillons de bois qui lui avait été fournie en 1729 par Christian Clodius, recteur du Gymnasium de Zwickau,. C'est sous son règne que le secret de la porcelaine dure est découvert par l'alchimiste Johann Friedrich Böttger, qu'il avait fait enfermer. L'électeur établit une manufacture à Meissen, qui fait la renommée de la porcelaine de Saxe.
Surnommé le Fort en raison de sa robuste constitution et de son tempérament ardent, on lui prête d'innombrables maîtresses dont Marie-Aurore de Kœnigsmark, mère du maréchal de Saxe. Il aime démontrer sa force en cassant des fers à cheval (dont plusieurs fers à cheval brisés par lui sont conservés dans les collections royales de Dresde), en roulant des pièces d'un thaler comme du papier ou en pratiquant le lancer de renard d'un seul doigt[réf. nécessaire].

## Mariages et descendance
Auguste II de Pologne épouse le 20 janvier 1693 Christiane-Eberhardine de Brandebourg-Bayreuth (1671-1727), fille de Christian-Ernest de Brandebourg-Bayreuth. Un enfant est né de cette union :

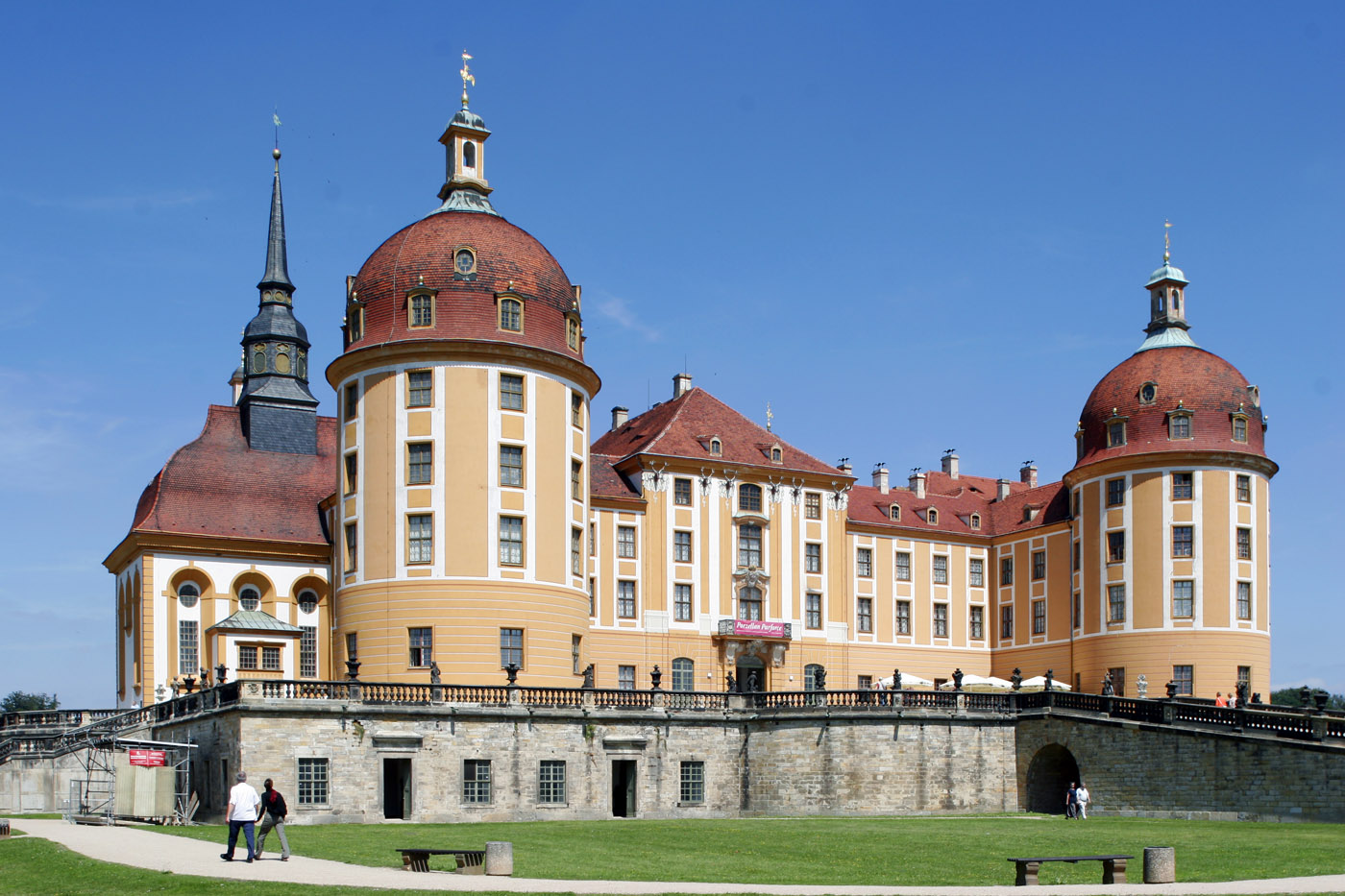
Vue du château de Moritzburg, construit par Auguste le Fort.

- Frédéric-Auguste II (Auguste III de Pologne) (1696-1763), électeur de Saxe et roi de Pologne.

De sa liaison avec la comtesse Marie-Aurore de Kœnigsmark, Auguste II a deux enfants naturels :
- Maurice de Saxe, dit le maréchal de Saxe (1696-1750) ;
- Anna Karolina Orzelska (1707-1769), épouse en 1730 le duc Charles-Louis de Schleswig-Holstein-Sonderbourg-Beck (1690-1774), fils de Frédéric-Louis de Schleswig-Holstein-Sonderbourg-Beck.

De sa liaison avec Ursule-Catherine de Teschen, il a un enfant :
- Jean-Georges, chevalier de Saxe (1704-1774).

Si Auguste II de Pologne n'a qu'un seul enfant légitime, il a donc en revanche plusieurs enfants naturels connus, dont Maurice de Saxe. On dit même qu'il en eut près de 365, mais cela appartient au mythe qui entoure ce personnage célèbre et toujours fêté en Saxe[réf. nécessaire]. Wilhelmine, margravine de Brandebourg-Bayreuth (1709-1759), sœur du roi de Prusse Frédéric II, participa à la propagation de cette rumeur en la citant dans ses Mémoires.
Ancêtre des rois de Saxe, des rois d'Espagne, de Bavière, d'Italie, de France et des grands-ducs de Toscane, il est aussi, par son fils naturel Maurice de Saxe, l'arrière-arrière-grand-père de George Sand.

## Distinctions
- 10 septembre 1728 : ordre de Saint-Alexandre Nevski
- Ordre de l'Aigle blanc

## Dans les arts et la culture populaire

### Filmographie

#### Cinéma
- 1936 : August der Starke de Paul Wegener, joué par Michael Bohnen.